# خط لوله سراسری گاز ایران

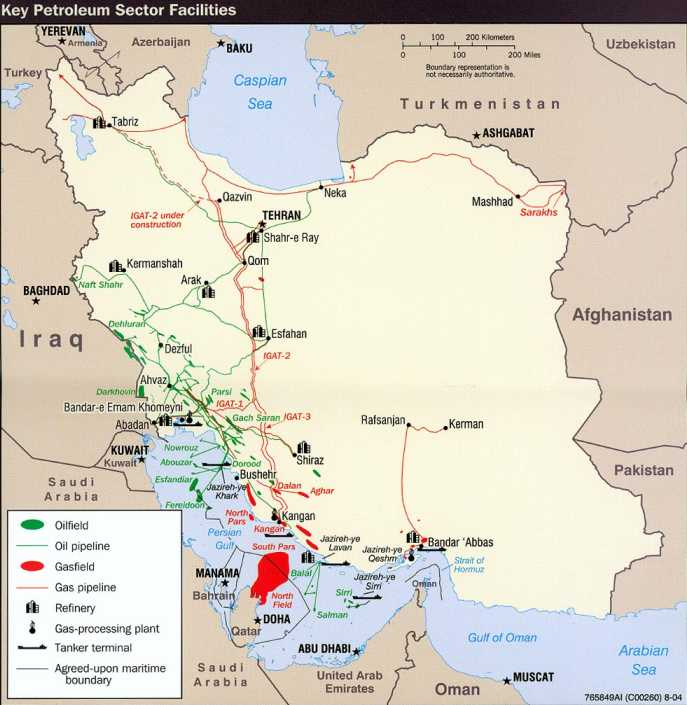
نقشه خط لوله سراسری گاز در ایران

خط لولهٔ سراسری یا خط انتقال گاز سراسری (به انگلیسی: IGAT: Iran Gas Trunk-line) به کلیهٔ خطوط لولهٔ انتقال گاز (قطر بالا) در سرتاسر کشور (ایران) گفته می‌شود که از محل پالایش (یا ذخیره‌سازی) گاز طبیعی تا ایستگاه افت فشار گاز در ورودی شهرها جهت توزیع برای مصرف‌کننده گسترده شده‌است.

### ایستگاه‌های ورودی گاز شهری C.G.S
در ایستگاه‌های ورودی گاز در شهر، لوله‌های اصلی گاز به ایستگاه ورودی شهر متصل می‌شوند و از آنجا به داخل شهر انتقال پیدا می‌کند. ایستگاه‌های ورودی شهر باید خارج از محدودهٔ ۲۵ سالهٔ شهر احداث شده و حتی‌المقدور سعی شود نزدیک به یکی از جاده‌های صنعتی شهر انتخاب گردد. این امر باعث کاهش قطر لوله‌ها در جاده‌های صنعتی خواهد شد. نظر به اینکه خطوط لوله با فشار بیش از ۳۰۰ پوند بر اینچ مربع به داخل شهرها ممنوع می‌باشد. محل احداث ایستگاه‌ها باید در خارج از محدودهٔ شهرها پیش‌بینی گردد. ضمناً محل احداث ایستگاه‌های ورودی گاز به نحوی احداث گردد که از محوطهٔ خطوط هوایی انتقال نیروی برق عبور ننماید. به هر حال فاصلهٔ حریم خطوط لولهٔ گاز با فشار بیش از ۳۰۰ پوند بر اینچ مربع و ایستگاه‌های گاز طبق ضوابط حریم خط لوله از نظر مسائل ایمنی در نظر گرفته و رعایت شود.

## خط لولهٔ سراسری
| خط لولهٔ سراسری              | طول (کیلومتر) | مسیر                                                        |
| --------------------------- | ------------- | ----------------------------------------------------------- |
| اول                         | ۱٬۱۰۳         | بیدبلند، تهران، قزوین، رشت، آستارا                          |
| دوم                         | ۱٬۰۳۹         | جم، قزوین                                                   |
| سوم                         | ۱٬۲۶۷         | عسلویه، جم، ساوه، رشت                                       |
| چهارم                       | ۱٬۱۴۵         | عسلویه، پارسیان، نیزار، ساوه                                |
| پنجم                        | ۵۰۴           | عسلویه، آغاجاری                                             |
| ششم                         | ۶۱۰           | عسلویه،خورموج،دیلم،بیدبلند،اهواز،حسینیه،کوهدشت              |
| هفتم                        | ۹۰۲           | عسلویه، سرخون، ایرانشهر                                     |
| هشتم                        | ۱٬۰۵۰         | عسلویه، پارسیان، نایین، تهران                               |
| نهم(تکمیل نشده)             | ۱٬۸۶۳         | بیدبلند، اهواز،حسینیه، کوهدشت، دهگلان،سقز، میاندواب،بازرگان |
| دهم (لوپ)                   | ۶۳۲           | جم، پتاوه، اصفهان                                           |
| خط سوم آذربایجان            | ۴۷۰           | ساوه، همدان، بیجار، تکاب، میاندوآب                          |
| خط دوم شمال، شمال شرق       | ۱۰۸۰          | تهران، سمنان، قوشه کیاسر ساری،دامغان، میامی، سبزوار، سنگ‌بست |
| ادامه خط دوم شمال، شمال شرق | ۱۲۰           | سنگ‌بست، پالایشگاه شهید هاشمی‌نژاد                            |

## شرح خطوط
- خط لولهٔ اول سراسری گاز به قطر ۴۲ اینچ که از پالایشگاه گاز بیدبلند آغاز و تا آستارا ادامه پیدا کرده‌است و 10 ایستگاه وظیفه تقویت فشار این خط لوله را بر عهده دارند.
- خط لولهٔ دوم سراسری گاز به قطر ۵۶ اینچ که از پالایشگاه جم آغاز و تا شهر قزوین ادامه پیدا کرده‌است و 9 ایستگاه وظیفه تقویت فشار این خط لوله را بر عهده دارند.

خط لولهٔ تقویت خط لولهٔ سراسری دوم گاز به قطر ۵۶ اینچ که از پالایشگاه جم آغاز و تا استان اصفهان ادامه مسیر می‌دهد.
- خط لولهٔ سوم سراسری گاز به طول ۱٬۲۶۷ کیلومتر با ظرفیت ۹۰ میلیون مترمکعب در روز از مسیر عسلویه، جم، ساوه و رشت عبور می‌کند و ۹ ایستگاه تقویت فشار، وظیفهٔ تقویت گاز در جریان این خط لوله را بر عهده دارند.

خط لولهٔ ۵۶ اینچ انتقال گاز فازهای ۱، ۲، ۳، ۴ و ۵ که از غرب عسلویه آغاز شده و پس از حدود ۷۰ کیلومتر به پالایشگاه جم وصل و سپس از طریق خط لولهٔ سوم سراسری انتقال گاز که به استان مرکزی و در نهایت به شمال غربی کشور متصل می‌گردد، قسمتی از گاز مورد نیاز کشور را تأمین می‌نمایند.
اجرای این عملیات در محل کیلومتر ۵۰۰+۱۴ خط لولهٔ ۵۶ اینچ سوم سراسری انتقال گاز در محدودهٔ روستای شیرینو از توابع شهرستان عسلویه انجام شد.
- خط لولهٔ چهارم سراسری گاز به قطر ۵۶ اینچ که از شرق عسلویه آغاز و گاز تولیدی فازهای ۱ تا ۵ پارس جنوبی را به استان‌های فارس و اصفهان منتقل می‌نماید و 9 ایستگاه وظیفه تقویت فشار این خط لوله را بر عهده دارند.
- خط لولهٔ پنجم سراسری گاز ترش به قطر ۵۶ اینچ که از شرق عسلویه آغاز و گاز تولیدی فازهای ۶، ۷ و ۸ را به استان خوزستان جهت تزریق به چاه‌های نفت منتقل می‌کند .

طرح خط لولهٔ پنجم سراسری جهت انتقال گاز ترش حدود ۳٬۷۰۰ میلیون فوت مکعب در روز، از پالایشگاه عسلویه جهت تزریق به میادین نفتی آغاجاری، گچساران، بی‌بی‌حکیمه و پازنان
- خط لولهٔ ششم سراسری گاز به قطر ۵۶ اینچ که از عسلویه آغاز و گاز تولیدی فازهای ۶ الی ۱۰ را به منظور مصرف به خوزستان و غرب کشور منتقل می‌نماید.

خط لولهٔ ششم سراسری به طول ۶۱۰ کیلومتر و با ظرفیت ۱۱۰ میلیون مترمکعب در روز از عسلویه- بیدبلند- اهواز عبور می‌کند و پنج ایستگاه تقویت فشار وظیفهٔ تقویت گاز در جریان این خط لوله را بر عهده دارند.
- خط لولهٔ هفتم سراسری گاز به قطر ۵۶ اینچ که از شرق عسلویه آغاز و به استان هرمزگان و پالایشگاه سرخون متصل و گاز تولیدی از پارس جنوبی را به استان‌های هرمزگان، سیستان و بلوچستان و کرمان انتقال می‌دهد.
- خط لولهٔ هشتم سراسری گاز به قطر ۵۶ اینچ که از شرق عسلویه آغاز و پس از عبور از پارسیان در استان فارس به استان اصفهان و سپس به استان قم انتقال می‌یابد.
- خط لولهٔ نهم سراسری گاز به قطر ۵۶ اینچ و طول ۱٬۸۶۳ کیلومتر با ظرفیت ۱۱۰ میلیون متر مکعب در روز که مسیر آن عسلویه، اهواز، دهگلان، بازرگان است و ۱۷ ایستگاه تقویت فشار وظیفهٔ تقویت گاز در جریان این خط لوله را بر عهده خواهند داشت.
- خط لولهٔ دهم سراسری گاز (لوپ) به طول ۶۳۲ کیلومتر با ظرفیت ۷۰ میلیون مترمکعب در روز از مسیر جم، پتاوه و اصفهان عبور می‌کند و سه ایستگاه تقویت فشار وظیفهٔ تقویت گاز در جریان این خط لوله را بر عهده دارند.[۳]

## اطلاعات تکمیلی
دو خط لولهٔ سراسری وظیفهٔ انتقال گاز فازهای پارس جنوبی به شمال کشور و همچنین واردکردن بخشی از گاز در چرخهٔ صادرات را دارند. این دو خط لولهٔ ۵۶ اینچی در مجموع به طول تقریبی سه هزار کیلومتر هستند که خط لولهٔ یازدهم ۱٬۱۰۰ کیلومتر و خط لولهٔ نهم ۱٬۹۰۰ کیلومتر خواهد بود که هر کدام ظرفیت انتقال روزانه ۱۱۰ میلیون مترمکعب گاز را دارند.
احداث خطوط لولهٔ سوم تا هشتم سراسری انتقال گاز پس از آغاز طرح توسعهٔ میدان گازی پارس جنوبی آغاز شده‌است.
خط لولهٔ سوم آذربایجان در اقطار ۴۸ و ۴۰ اینچ به طول ۴۷۰ کیلومتر با ظرفیت ۵۰ و ۴۰ میلیون متر مکعب در روز که مسیر آن ساوه، همدان، بیجار، تکاب و میاندوآب است و ۳ ایستگاه تقویت فشار وظیفهٔ تقویت گاز در جریان این خط لوله را بر عهده دارند.
خط لولهٔ دوم شمال و شمال شرق در قطرهای ۴۸ و ۴۲ اینچ و طول ۹۰۵ کیلومتر با ظرفیت ۵۰ و ۳۰ میلیون متر مکعب در روز که مسیر آن تهران، سمنان، سه راهی قوشه کیاسر ساری بطول ۱۷۵ کیلومتر و سپس از همان سه راهی قوشه به دامغان، میامی، سبزوار، سنگ‌بست است و ۳ ایستگاه تقویت فشار وظیفهٔ تقویت گاز در جریان این خط لوله را بر عهده خواهند داشت. ادامهٔ این خط از سنگ‌بست تا پالایشگاه گاز شهید هاشمی‌نژاد به طول ۱۲۰ کیلومتر و قطر ۴۸ اینچ  احداث شده‌است. با احداث این خط امکان انتقال گاز میدان دولت‌آباد ترکمنستان فراهم گردید.